# Ноа Ланг
Ноа Ланг (нід. Noa Lang, нар. 17 червня 1999, Капелле-ан-ден-Ейссел) — нідерландський футболіст, нападник клубу Наполі і збірної Нідерландів. Раніше виступав за ПСВ.

## Клубна кар'єра
Народився 17 червня 1999 року в місті Капелле-ан-ден-Ейссел. Починав займатися футболом у дитячих командах «Феєнорда», а з 2013 року продовжив підготовку в академії «Аякса».
Із сезону 2016/17 почав грати за «Йонг Аякс», а в сезоні 2018/19 дебютував за головну команду амстердамсько клубу. 
Першу половину 2020 року провів в оренді в клубі «Твенте». А у жовтні того ж року також був орендований бельгійським «Брюгге», де став одним із основних нападників і регулярно забивати.

## Виступи за збірні
2017 року дебютував у складі юнацької збірної Нідерландів (U-18), загалом на юнацькому рівні взяв участь у 16 іграх, відзначившись 8 забитими голами.
З 2019 року залучається до складу молодіжної збірної Нідерландів.
| Дата       | Місто     | Господарі  | Результат               | Гості      | Турнір                                         | Голи | Примітки    |
| ---------- | --------- | ---------- | ----------------------- | ---------- | ---------------------------------------------- | ---- | ----------- |
| 8-10-2021  | Рига      | Латвія     | 0 – 1                   | Нідерланди | Відбір до ЧС 2022                              | -    | 62'         |
| 11-10-2021 | Роттердам | Нідерланди | 6 – 0                   | Гібралтар  | Відбір до ЧС 2022                              | -    | 78'         |
| 13-11-2021 | Подгориця | Чорногорія | 2 – 2                   | Нідерланди | Відбір до ЧС 2022                              | -    | 78'         |
| 8-6-2022   | Кардіфф   | Уельс      | 1 – 2                   | Нідерланди | Ліга націй УЄФА 2022-2023 - 1-й етап           | -    | 90+1'       |
| 14-6-2022  | Роттердам | Нідерланди | 3 – 2                   | Уельс      | Ліга націй УЄФА 2022-2023 - 1-й етап           | 1    | 73'         |
| 9-12-2022  | Лусаїл    | Нідерланди | 2 – 2 д.ч. (3 - 4 п.п.) | Аргентина  | ЧС 2022 - чвертьфінал                          | -    | 113' 120+2' |
| 14-6-2023  | Роттердам | Нідерланди | 2 – 4 д.ч.              | Хорватія   | Ліга націй УЄФА 2022—2023 - півфінал           | 1    | 85'         |
| 18-6-2023  | Енсхеде   | Нідерланди | 2 – 3                   | Італія     | Ліга націй УЄФА 2022—2023 - матч за 3-тє місце | -    | 46'         |
| 7-9-2023   | Ейндговен | Нідерланди | 3 – 0                   | Греція     | Відбір до ЧЄ 2024                              | -    | 65'         |
| 10-9-2023  | Дублін    | Ірландія   | 1 – 2                   | Нідерланди | Відбір до ЧЄ 2024                              | -    | 81'         |
| Усього     |           | Матчів     | 10                      |            | Голів                                          | 2    |             |

## Титули і досягнення
- Чемпіон Нідерландів (3):

«Аякс»: 2018-19
ПСВ: 2023-24, 2024-25
- Володар Кубка Нідерландів (1):

«Аякс»: 2018-19
- Володар Суперкубка Нідерландів (2):

«Аякс»: 2019
ПСВ: 2023
- Чемпіон Бельгії (2):

«Брюгге»: 2020-21, 2021-22
- Володар Суперкубка Бельгії (2):

«Брюгге»: 2021, 2022
Особисті
- Команда місяця Ередивізі (2): грудень 2024[1], травень 2025[2]